# Baguley
Baguley – osada w Anglii, w hrabstwie Wielki Manchester, w dystrykcie metropolitalnym Manchester. W 2011 miejscowość liczyła 14 794 mieszkańców.